# Звезда и смерть Хоакина Мурьеты (фильм)
«Звезда и смерть Хоакина Мурьеты» — советский широкоформатный художественный фильм 1982 года по одноимённой рок-опере.

## Сюжет
Рок-опера Алексея Рыбникова и Павла Грушко — история легендарного героя латиноамериканского фольклора и поэмы чилийского поэта Пабло Неруды. В период «золотой лихорадки» середины XIX века, мечтая разбогатеть, Хоакин Мурьета направляется в Калифорнию. Его влечёт предчувствие любви, необычной судьбы и несметные богатства. На корабле Хоакин встречает ту, с кем ему суждено было связать свою судьбу.

## В ролях
| Актёр                | Роль                   |
| -------------------- | ---------------------- |
| Андрей Харитонов     | Хоакин Мурьета         |
| Алёна Беляк          | Тереса                 |
| Александр Филиппенко | Смерть                 |
| Эдуард Марцевич      | Шарманщик              |
| Оксана Бочкова       | Чили                   |
| Сократ Абдукадыров   | друг Хоакина Трёхпалый |
| Семён Чунгак         | друг Хоакина           |
| Адель Аль-Хадад      | друг Хоакина           |
| Элгуджа Гагишвили    | друг Хоакина           |
| Игорь Суровцев       | друг Хоакина Заика     |
| Константин Кужалиев  | друг Хоакина           |
| Александр Яковлев    | главарь рейнджеров     |
| Александр Михайлов   | молодой рейнджер       |
| Игорь Сандлер        | рейнджер               |
| Юрий Лоза            | враг Хоакина           |
| Людмила Солоденко    | молодая девушка Диана  |

## Съёмочная группа
- Автор сценария: Владимир Грамматиков, Алексей Тимм
- Режиссёр: Владимир Грамматиков
- Оператор: Александр Антипенко
- Художник: Константин Загорский
- Композитор: Алексей Рыбников
- Либретто: Павел Грушко
- Вокальные партии: Жанна Рождественская, Юрий Лоза, Константин Кужалиев, Геннадий Трофимов, Сергей Степченко, Феликс Иванов.
- Запись песен: группы «Аракс», «Интеграл», «Рок-Ателье», фолк-группа В. Назарова

Натурные съёмки велись в Крыму: в пещерном городе Эски-кермен, финальная сцена у Белой скалы.

## Награды
- 1983 — XVI Всесоюзный кинофестиваль (Ленинград) по разделу художественных фильмов: приз творческому коллективу фильма «Звезда и смерть Хоакина Мурьеты» — «За поиск в жанре музыкальной кинодрамы»[1].